# ジョージ・A・ホワイティング
ジョージ・A・ホワイティング（George A. Whiting、1884年8月16日 - 1943年12月18日）は、歌と踊りで知られたアメリカ合衆国のヴォードヴィル芸人、また、ヴォードヴィル時代のポピュラー楽曲の作詞家。最も広く知られている作品は、ウォルター・ドナルドソンが作曲した「私の青空 (My Blue Heaven)」である。 

## 経歴
ホワイティングは、シカゴに生まれた。
ホワイティングは、いったんはニューヨークのヴォードヴィル界に、ピアノを弾きながら歌う歌手として登場したが、1910年代はじめには西海岸で地道に活動していた。ホワイティングは、歌手セイディ・バート（Sadie Burt、1893年ころ - 1966年）と、1911年にサンフランシスコで出会い、以降ともに巡業して大きな成功を収めた。やがてふたりは恋愛関係となったが、当時はふたりともそれぞれ別の相手と結婚しており、それぞれ離婚が成立した後の1918年に結婚して、後に3人の娘をもうけた。
ソングライターとして最も広く知られている作品は、ホワイティングが作詞し、ウォルター・ドナルドソンが作曲した「私の青空 (My Blue Heaven)」である。
ホワイティングは、ニューヨークで死去した。